# Вессель, Николай Христианович
Николай Христианович фон Вессель (1834—1906) — русский педагог, публицист, литератор, этнограф. Один из основателей и секретарь Педагогического общества в Санкт-Петербурге (1869). Тайный советник.

## Биография
Родился в Санкт-Петербурге 22 января (3 февраля) 1834 года.
В 1851 году окончил 3-ю Санкт-Петербургскую гимназию. Затем изучал восточные языки в Санкт-Петербургском университете, окончив его историко-филологический факультет в 1855 году со степенью кандидата. В 1856 году стал экспертом-аналитиком Министерства народного просвещения. С 1 августа 1861 по 6 мая 1864 года был в отставке.
В 1867—1874 и 1884—1897 годах — член Учёного комитета; в 1897—1900 годах — член Совета министра народного просвещения. Одновременно, в 1874—1882 и 1897—1901 годах — член Педагогического комитета при Главном управлении военно-учебных заведений. С 28 декабря 1881 года — действительный статский советник, затем был произведён в тайные советники[уточнить].
Совместно с И. И. Паульсоном в 1861—1864 годах редактировал педагогический журнал «Учитель», посвящённый, главным образом, вопросам первоначального обучения. В 1864—1882 годах был редактором журнала «Педагогический сборник». В 1885—1900 годах редактировал журнал «Задушевное слово» и приложения к нему — «Педагогический листок» (с 1887).
Писал много по экономическим вопросам в «Голосе», «Новом времени» и других столичных газетах.
Был награждён орденами: Св. Станислава 2-й степени с императорской короной (1873), Св. Анны 2-й ст. (1878), Св. Владимира 3-й ст. (1889) и другими[уточнить].
В 1869 году стал одним из основателей и секретарём петербургского Педагогического общества.
Умер 3 (16) июня 1906 года. Похоронен на кладбище Новодевичьего монастыря.

## Научно-педагогическая деятельность
Высшим принципом воспитания считал принцип природосообразности. Педагогическое искусство, по Весселю, заключается в побуждении к самовоспитанию и должно всегда учитывать особенности личности учащегося и современное состояние просвещения. Пытался разработать и психологически обосновать теорию общего образования, целью которого считал полное развитие способностей каждого человека, а результатом — осознание учащимся своих способностей и выбор соответствующей профессии. Решающим для преодоления отрыва школы от жизни считал использование в обучении местного материала (вплоть до создания учебников для отдельных местностей).
Предлагал программу совершенствования российских гимназий. Разработал демократическую систему народного образования, состоящую из общего и профессионального образования, и последовательно (хотя и безуспешно) защищал её в печати и правительственных учреждениях. Составил проекты создания обязательной народной 8-летней школы и 4-летней средней школы. Широкая сеть профессионального образования должна была строиться на основе общего образования. Считая сохранение классических гимназий временным (до тех пор пока университет будет требовать знания древних языков), выступил с программой совершенствования русских гимназий («Учебный курс гимназий», 1866): усиление развивающих элементов в обучении, ликвидация перегрузки учащихся и т. д.

## Избранные публикации и труды
Автор трудов по теории и истории педагогики, частью им редактированных, частью самостоятельно обработанных.
- Профшколы и обучение ремёслам (1881),
- Начальное образование и народные училища в Западной Европе и в России («Русская школа», 1890—1891),
- Наша средняя общеобразовательная школа (1903).
- Очерки об общем образовании и системе народного образования в России (издано в 1959) и др.

Начал издавать 4-томное «Руководство к преподаванию общеобразовательных предметов» (1873—1874; вышло 2 тома).
Перевёл и дополнил сочинения Ф. Бенеке «Опытная психология в применении к воспитанию и обучению детей» (1862) и «Руководство к воспитанию и обучению» (1871—1872) и др.
Будучи этнографом, собирал народные песни. Вместе с Е. К. Альбрехтом составил сборник «Гусельки» (128 колыбельных, детских и народных песен и прибауток…, 1879), «Школьные песни» (115 народных, литературных, исторических и военных песен, положенных для школ, 1879).